# Бенуа, Сильвия
Си́львия Бенуа́ (нем. Silvia Benoit; род. 1980) — швейцарская кёрлингистка.

## Достижения
- Чемпионат Европы по кёрлингу: золото (1985).

## Команды
| Сезон | Четвёртый       | Третий       | Второй         | Первый        | Запасной | Турниры |
| ----- | --------------- | ------------ | -------------- | ------------- | -------- | ------- |
| 1985  | Жаклин Ландольт | Кристин Криг | Марианн Ульман | Сильвия Бенуа |          | ЧЕ 1985 |

(скипы выделены полужирным шрифтом)